# Isotta Fraschini Gamma
L'Isotta Fraschini Gamma o Isotta Fraschini RC35-IDS era un motore aeronautico 12 cilindri a V di 60° raffreddato ad aria prodotto dall'azienda italiana Isotta Fraschini all'inizio degli anni quaranta del secolo scorso.
Secondo le fonti più accreditate ne risultano realizzate due versioni, differenti per la quota di taratura del compressore e la potenza risultante: RC15 da 540 CV a 1.500 metri di quota ed RC35 da 515 CV a 3.500 metri di quota.
Dato l'interesse pressoché nullo dei costruttori per questo modello e il conseguente scarso utilizzo (venne impiegato solo su alcuni prototipi) vi è molta confusione sulle sue reali caratteristiche: alcune fonti dell'epoca parlano di potenze nell'ordine dei 1.600 CV a 2 200 giri /min, o di 550 hp a 4 000m s.l.m. e anche di 700 hp, mentre sembra certa solo la potenza dell'esemplare montato sul SAI Ambrosini 107 (515 hp).

## Versioni[6]
- Isotta Fraschini Gamma RC15I

versione con compressore tarato per una quota di 1.500m, con una potenza di 540CV.
- Isotta Fraschini Gamma RC35IS

versione con compressore tarato per una quota di 3.500m, con una potenza di 515CV.

## Velivoli utilizzatori
Italia
- Caproni Ca.313s[7]
- Savoia-Marchetti S.M.85
- Savoia-Marchetti S.M.86
- SAI Ambrosini 107
- SAI Ambrosini 207[8]